# CMI
CMI (ang. computer-managed instruction) – wykorzystanie technik komputerowych do organizowania i zarządzania programami nauczania dla uczniów i studentów; pozwala ono budować aplikacje testujące, śledzić wyniki testów i monitorować postępy uczniów.